# Strzelce (powiat puławski)
Strzelce – wieś w Polsce położona w województwie lubelskim, w powiecie puławskim, w gminie Nałęczów. Leży przy drodze wojewódzkiej nr 826. 
W latach 1957–1963 Strzelce znajdowały się w granicach Nałęczowa. W związku z reformą znoszącą gminy jesienią 1954 roku, Strzelce włączono do nowo utworzonej gromady Nałęczów. 1 stycznia 1957 Strzelce wyłączono ze znoszonej gromady Nałęczów i włączono je do utworzonego rok wcześniej osiedla Nałęczów, w związku z czym Strzelce stały się integralną częścią Nałęczowa. 30 czerwca 1963, w związku z nadaniem Nałęczowowi status miasta, Strzelce wyłączono z Nałęczowa i włączono do gromady Piotrowice, tym samym przywracając im samodzielność.
W latach 1975–1998 miejscowość należała administracyjnie do województwa lubelskiego.
Wieś stanowi sołectwo gminy Nałęczów. Według Narodowego Spisu Powszechnego z roku 2011 wieś liczyła 426 mieszkańców.
Wierni Kościoła rzymskokatolickiego należą do parafii św. Jana Chrzciciela w Nałęczowie.
W miejscowości znajduje się Sala Królestwa Świadków Jehowy.